# Herrschaft Lichtenberg

Wappen der Herren von Lichtenberg

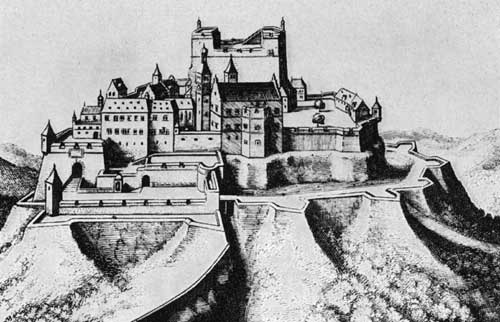
Burg Lichtenberg nach einem Stich von Merian

Die Herrschaft Lichtenberg war ein Territorium des Deutschen Reichs, das unter den Herren von Lichtenberg vorwiegend im Unterelsass im Umfeld der Städte Straßburg und Hagenau entstand und sich später auch auf die gegenüberliegende, rechte Seite des Rheins ausbreitete. Im ausgehenden Mittelalter gelang es den Lichtenbergern allmählich, durch konsequente Territorialpolitik eine Vorherrschaft in diesem Gebiet einzunehmen. Prägend für die Lichtenberger Geschichte war zunächst seine Lage im Spannungsfeld zwischen dem Bistum Metz, dem Bistum Straßburg und der aufstrebenden Stadt Straßburg.

## Anfänge in der Region
Die ältesten entsprechenden Zeugnisse belegen eine territoriale Ausstattung der Herrschaft Lichtenberg mit Allod und aus Reichs-Lehen im Umkreis der Reichsstadt Hagenau. Um 1230 errichteten sie dort ihre Stammburg Lichtenberg. Mit dem Schwinden der staufischen Macht lehnten sich die Herren von Lichtenberg eng an das Bistum Straßburg an.
Die Politik der Herren von Lichtenberg gegenüber dem Bistum Metz war nur teilweise erfolgreich: Zwar wurden auch zwei Herren von Lichtenberg Domherren in Metz und das Bistum übertrug ihnen einige Lehen sowie die Vogtei über das Metzer Eigenkloster Neuweiler (französisch: Neuwiller-lès-Saverne). Doch dann blieb diese Form der Erwerbspolitik stecken und die Herren von Lichtenberg versuchten es mit Gewalt: Sie nutzten eine Sedisvakanz im Bistum Metz, um das Gebiet um Neuweiler zu besetzen, mussten dann aber einen Kompromiss eingehen, als ihr militärisches Vorgehen zu scheitern drohte. Ihre Metzer Lehen durften sie behalten, das besetzte Gebiet aber mussten sie räumen. Letztendlich verdrängten die Lichtenberger das Bistum Metz aus dem Unterelsass, indem sie Kredite an das Bistum Metz gaben und sich dafür Territorien des Bistums verpfänden ließen. Dies war auf lange Sicht erfolgreich und Metz verlor seinen Einfluss östlich der Vogesen.
Das Amt des Vogtes über die Stadt Straßburg, das die Lichtenberger seit 1249 innehatten, wurde über die Jahre seitens der Bürgerschaft der Stadt zunehmend ausgehöhlt. Die Lichtenberger ließen sich die meisten damit verbundenen Rechte von den Bürgern abkaufen, so dass das Amt zunehmend nur noch symbolischen Charakter hatte. Andererseits gewannen die Lichtenberger so Verbündete, wenn sie gegen die Bischöfe von Metz oder Straßburg vorgehen wollten.

## Reich
In der Auseinandersetzung zwischen Albrecht von Habsburg und Adolf von Nassau standen die Herren von Lichtenberg auf der Habsburger Seite. In der Schlacht bei Göllheim kämpften sie auf der Seite des Siegers, Albrechts von Habsburg. Zu dessen Gegnern hatte auch Kuno von Bergheim gehört. Die Lichtenberger zerstörten dessen Burg Crax (Krax) und transportierten deren Baumaterial auf dem Wasserweg in die Nähe des Klosters Schwarzach in der Rheinebene, wo sie auf allodialem Gelände die Wasserburg Lichtenau errichteten. Nach dem Tod Albrechts zogen sich die Herren von Lichtenberg in der ersten Hälfte des 14. Jahrhunderts weitgehend aus der Reichspolitik zurück. Sich dort zu engagieren, brachte ihnen im regionalen Konkurrenzkampf keine Vorteile mehr.

## Territorialer Ausbau
Die Lichtenberger verfügten neben Allod über Passivlehen des Reiches, der Bistümer Straßburg, Metz, Speyer und Mainz, von der Fürstabtei Murbach, vom Herzogtum Lothringen und der Kurpfalz. Sie vergaben auch umfangreich Aktivlehen.
Die Lichtenberger verfolgten territorialpolitisch zwei Ziele: Den besseren Schutz ihrer Stammburg Lichtenberg und das Verbinden ihrer verstreuten Territorien links und rechts des Rheins. Ersteres gelang durch den Kauf verschiedener Burgen im Umkreis der Stammburg, letzteres nur unvollständig. 1332 konnten die Lichtenberger durch den Kauf von Besitzungen der Landgrafen von Werd dieses Ziel vorantreiben, die Herrschaft Lichtenberg wuchs aber nie zu einem geschlossenen Territorium zusammen.
Das Territorium wurde dadurch gefestigt, dass ab dem Ende des 13. Jahrhunderts eine innere Verwaltung aufgebaut wurde, die die einzelnen Dörfer, Städte, Einzelhöfe, Mühlen und sonstigen Rechte eines Gebietes jeweils zu einem Amt als mittlerer Verwaltungsebene zusammenführte, eine Entwicklung, die in der Mitte des 15. Jahrhunderts – auch nach erheblichem Gebietszuwachs – abgeschlossen war. Die Ämter der Herrschaft Lichtenberg waren:
- Brumath
- Buchsweiler
- Hatten
- Ingweiler
- Lichtenau
- Neuweiler,
- Niederbronn
- Offendorf
- Pfaffenhofen
- Westhofen
- Willstätt
- Wolfisheim
- Wörth

Stadtrechte erlangten die Herren von Lichtenberg für folgende Orte ihres Territoriums: Buchsweiler (1291), Lichtenau (1300), Lichtenberg (1305), Wœrth (1330), Westhofen (1332), Neuweiler (1337), Brumath (1347) und Gœrsdorf (1348). Alle diese Städte erhielten das Stadtrecht von Hagenau.
Politisch uns finanziell wichtig waren darüber hinaus die Zoll- und Geleitrechte, die Lichtenberger auf allen drei durch das Rheintal führenden Fernverkehrsstraßen von der Lombardei nach Flandern und auf dem Rhein besaßen, sowie die Kontrolle mehrerer Rheinübergänge und der dort betriebenen Fähren.
Über zahlreiche Klöster besaßen die Lichtenberger Vogteirechte. Dazu zählten die Klöster Biblisheim, Dahn, Eschau, Gengenbach, Kraufthal, Neuburg, Neuweiler, Schwarzach, Sindelsberg, Stephansfeld, Stürzelbronn und Weißenburg. In manchen Fällen gelang es ihnen, die Vogteirechte in Herrschaftsrechte umzuwandeln.

## Dynastische Teilung
Im 14. Jahrhundert kam es zu zwei Teilungen der Herrschaft Lichtenberg, weil mehr als ein erbberechtigter Nachkomme vorhanden war.

### Erste Teilung

#### Johann II. und die ältere Linie
Der erste Fall trat nach dem Tod Ludwig I. von Lichtenberg 1271 auf. Allerdings funktionierte die gemeinsame Verwaltung des Familienbesitzes durch die beiden Söhne und Erben, Heinrich II. von Lichtenberg und Ludwig II., offenbar weitgehend störungsfrei. Erst um 1330 wurde zwischen zwei Urenkeln Ludwigs I. die Herrschaft nun real geteilt. Das sind Johann II. von Lichtenberg („Hannemann“), der damals der älteren Linie vorstand, und Ludwig III. von Lichtenberg. Die ältere Linie erhielt dabei das Amt Willstätt und darüber hinaus die Orte
Bosselshausen mit der Vogtei über den Neuweiler Klosterhof Waltorf,
Bouxwiller (Bas-Rhin) zur Hälfte,
Burg Lichtenberg (Elsass) zur Hälfte,
Duntzenheim zur Hälfte,
Ernolsheim-lès-Saverne,
Gibichweiler,
Gœrsdorf zur Hälfte,
Gottesheim,
Hattmatt zur Hälfte,
Hohatzenheim zur Hälfte,
Hohfrankenheim zur Hälfte,
Ingwiller zur Hälfte,
Kirrwiller zur Hälfte,
Lichtenberg (Bas-Rhin) zur Hälfte,
Menchhoffen,
Mitschdorf (zur Hälfte?),
Mittelhausen (Bas-Rhin) zur Hälfte,
Neuburg am Rhein,
Niedersteinbach (Bas-Rhin),
Obersoultzbach,
Printzheim,
Reitwiller zur Hälfte,
Rothbach,
Schwindratzheim (Büttelei),
Uttwiller,
Waltenheim-sur-Zorn zur Hälfte,
Wilshausen,
Wimmenau,
Wœllenheim (Vogtei) und
Wolfisheim zur Hälfte.
Nach 1332 konnten dazu noch einige weitere Besitzungen erworben werden, nämlich:
Brumath zur Hälfte,
Burg Arnsberg zur Hälfte,
Gries,
Gumbrechtshoffen,
Mietesheim (zur Hälfte?),
Ringendorf (Bas-Rhin),
Schalkendorf,
Weitbruch und
Zinswiller.

#### Ludwig III.
Ludwig III. verwaltete dagegen das Amt Lichtenau und darüber hinaus die Orte
Bischholtz,
Bouxwiller (Bas-Rhin) zur Hälfte,
Brumath zur Hälfte,
Burg Arnsberg zur Hälfte,
Burg Lichtenberg (Elsass) zur Hälfte, die
Wasserburg von Niederbronn-les-Bains,
Burg Schöneck (Elsass),
Burg Waldeck (Lothringen),
Duntzenheim zur Hälfte,
Durningen zur Hälfte,
Durstel,
Ernolsheim-lès-Saverne
Geiswiller,
Gimbrett,
Gœrsdorf zur Hälfte,
Griesbach-le-Bastberg,
Hagenbach zur Hälfte,
Hattmatt zur Hälfte,
Hohatzenheim zur Hälfte,
Hohfrankenheim zur Hälfte,
Hüneburg (Elsass),
Imbsheim,
Ingwiller zur Hälfte,
Kirrwiller zur Hälfte,
Lichtenberg (Bas-Rhin) zur Hälfte,
Littenheim,
Lohr (Bas-Rhin),
Mittelhausen (Bas-Rhin) zur Hälfte,
Morsbronn-les-Bains,
Neuwiller-lès-Saverne,
Niedermodern zur Hälfte,
Oberhoffen-sur-Moder zur Hälfte,
Obermodern,
Offwiller,
Pfaffenhoffen (zur Hälfte?),
Reipertswiller,
Reitwiller zur Hälfte,
Reitwiller,
Riedheim (Bouxwiller),
Rothbach,
Schillersdorf,
Schweyen,
Schwindratzheim (Dorf),
Sparsbach,
Uhrwiller,
Waltenheim-sur-Zorn zur Hälfte,
Wickersheim (Wickersheim-Wilshausen),
Wilshausen,
Wimmenau,
Wintersbourg,
Wœrth (Burg und Stadt),
Wolfisheim zur Hälfte und
Zittersheim.

### Zweite Teilung
Ludwig III. war zugleich auch Regent für seinen noch minderjährigen Neffen, Simund von Lichtenberg, Sohn seines bereits 1324 verstorbenen Bruders, Johann III. von Lichtenberg. Um einem innerfamiliären Konflikt vorzubeugen, teilte Ludwig III. deshalb das Erbe 1335 nochmals zwischen seinem Sohn und Nachfolger, Heinrich IV. von Lichtenberg, und seinem Neffen Simund, der so die mittlere Linie der Familie begründete.

#### Mittlere Linie
Er erhielt:
Bischholtz,
Brumath zur Hälfte,
die Burg Groß-Arnsberg,
Burg Lichtenberg (Elsass) zur Hälfte,
Burg Schöneck (Elsass),
Durstel,
Hagenbach zur Hälfte,
Hohatzenheim zur Hälfte,
Hohfrankenheim zur Hälfte,
Ingwiller zur Hälfte,
Lichtenberg (Bas-Rhin) zur Hälfte,
Littenheim,
Lohr (Bas-Rhin),
Mittelhausen (Bas-Rhin) zur Hälfte,
Morsbronn-les-Bains,
Neuwiller-lès-Saverne,
Offwiller,
Reipertswiller,
Reitwiller zur Hälfte
Rothbach,
Schillersdorf,
Sparsbach,
Uhrwiller,
Wimmenau,
Wintersbourg,
Wolfisheim zur Hälfte und
Zittersheim.

#### Jüngere Linie
Heinrich IV. dagegen erhielt das Amt Lichtenau sowie die Orte
Bouxwiller (Bas-Rhin) zur Hälfte,
Burg Waldeck (Elsass),
Durningen zur Hälfte,
Ernolsheim-lès-Saverne,
Geiswiller,
Gimbrett,
Gœrsdorf zur Hälfte,
Griesbach-le-Bastberg,
Hüneburg (Elsass),
Imbsheim,
Kirrwiller zur Hälfte, die
Wasserburg von Niederbronn-les-Bains,
Niedermodern zur Hälfte,
Oberhoffen-sur-Moder zur Hälfte,
Obermodern,
Pfaffenhoffen (zur Hälfte?),
Reitwiller,
Riedheim (Bouxwiller),
Schweyen,
Schwindratzheim,
Wickersheim,
Wilshausen und
Wœrth (Burg und Stadt).

### Familiärer Umgang mit der Landesteilung
Ein solch geteilter Zustand einer Herrschaft barg immer das Potential eines Auseinanderbrechens, von Konflikten innerhalb der Familie und eines Bedeutungsschwunds gegenüber Dritten in sich. Dem versuchte die Familie durch ein internes Bündnis vom 31. Dezember 1353 und durch zwei Erbverträge 1361/62 entgegenzuwirken. Der Familie gelang es, die Zeit der Spaltung in verschiedene Linien ohne größere Entfremdung von Besitz zu bewältigen. Zu einem weiteren Besitzzuwachs kam es, als es den Lichtenbergern gelang, zunächst Konrad III. von Lichtenberg (1273–1299), später Johann von Lichtenberg (1353–1365) als Bischof von Straßburg zu installieren. Beide verschafften ihrer Familie zahlreiche Lehen aus dem Bestand des Bistums.

## Ludwig IV. und seine Nachfolger
Genealogischen Zufälle wirkten sich aber auch zentralisierend aus: 1390 starb die ältere Linie, 1405 die mittlere aus, so dass Ludwig IV. die Herrschaft wieder in einer Hand vereinigen konnte.
Andererseits hatte Ludwig IV. zwei schwere politische Niederlagen zu verkraften: Im Bündnis mit dem Straßburger Bischof führte er einen Krieg gegen Kurtrier. Dabei geriet er in Gefangenschaft. Um das Lösegeld von 30.000 Gulden aufbringen zu können, musste er ein Viertel der Herrschaft Lichtenberg an seinen Schwiegervater in spe, Markgraf Bernhard I. von Baden, verpfänden. Die zweite politische Katastrophe war eine Niederlage in einem Krieg gegen die Bürger der Stadt Straßburg. Dies führte dazu, dass er 1429 zugunsten seiner beiden noch unmündigen Söhne zurücktrat. Das waren Jakob von Lichtenberg und Ludwig V. von Lichtenberg (* 12. Mai 1417; † 25. Februar 1471).

## Die letzten Lichtenberger
Die beiden Erben, Ludwig V. und Jakob, waren vollkommen gegensätzliche Charaktere: Der ältere, Jakob von Lichtenberg, interessierte sich vor allem für „Wissenschaften“, Astrologie und Alchemie. Als Ältester beanspruchte er die politische Führung der Herrschaft, nahm sie aber nicht angemessen wahr. Ludwig V. dagegen hatte das politische Talent, als jüngerer aber nicht die Führungsposition zu beanspruchen. Aus dieser Konstellation entstanden jahrelange Auseinandersetzungen. Diese führten 1440 zu einer Landesteilung zwischen beiden. Da Jakob aber seine Aufgaben als Landesherr offenbar nicht ausreichend wahrnahm, lag auch nach der Landesteilung die reale Macht in der gesamten Herrschaft wieder bei Ludwig V.
1450 kam es zu einem Krieg zwischen den Lichtenbergern, den Grafen von Leiningen und ihren jeweiligen Verbündeten. Am 5. Juni 1451 kam es zu einer Schlacht bei Reichshofen. Die Gegner der Lichtenberger unterlagen vollständig: Die Führer der Gegner, Graf Scharfried von Leiningen und Georg von Ochsenstein, gerieten in Gefangenschaft, waren auf Jahre politisch ausgeschaltet und Lichtenberg ging mit Gebietsgewinnen aus dem Kampf hervor.

## Verbleib des Territoriums
Jakobs Ehe blieb kinderlos und aus der Ehe Ludwigs V. entstammten zwei Töchter Anna und Elisabeth, die deshalb „Erbtöchter“ waren, also ihr väterliches Erbe, die Herrschaft Lichtenberg an ihre Erben vererben konnten:
- Anna hatte Graf Philipp I., den Älteren, von Hanau-Babenhausen geheiratet. Ihre Nachkommen nannten sich künftig von Hanau-Lichtenberg, im Gegensatz zur älteren Hanauer Linie, den Grafen von Hanau-Münzenberg. Im Herrschaftsgefüge der Grafen von Hanau-Lichtenberg wurde das Amt Babenhausen „Untere Grafschaft“ genannt, die ursprüngliche, beiderseits des Oberrheins gelegene Herrschaft Lichtenberg „Obere Grafschaft“. Der Teil der Ortenau um Willstätt und Lichtenau trägt nach ihnen den Namen Hanauerland.

- Elisabeth heiratete Graf Simon IV. Wecker von Zweibrücken-Bitsch. Nach dem Aussterben dieser Linie 1570 fiel durch deren Erbe auch die zunächst an Zweibrücken gelangte Hälfte der Lichtenberger Erbschaft an Hanau-Lichtenberg.

Als Ludwig V. 1471 starb, erbte zwar zunächst formal sein Bruder die Herrschaft. Faktisch war er aber durch einen Verzicht auf die Regierung 1466 aus der Verwaltung gedrängt worden und die beiden Schwiegersöhne Ludwigs V. nahmen faktisch die Verwaltung der Herrschaft Lichtenberg wahr, bis sie sie nach dem Tod Jakobs 1480 die Herrschaft untereinander aufteilten. Die Herrschaft umfasste zu dieser Zeit mehr als 200 Ortschaften und über 30 Burgen und Schlösser.